# Liga Futsal de 2010
A Liga Futsal de 2010 é a 15.ª edição do principal torneio de futebol de salão do Brasil, à época organizado pela Confederação Brasileira de Futsal (CBFS). Nos dias atuais, corresponde oficialmente à Liga Nacional de Futsal.
Na temporada de encerramento da parceria com a Malwee, o Jaraguá concluiu uma década vitoriosa conquistando o tetracampeonato nacional. Classificado na terceira posição da primeira fase, o Aurinegro repetiu o bom desempenho na etapa seguinte e avançou como o vice-líder do grupo B. Em novo confronto de mata-mata contra o Joinville, o Jaraguá segurou o empate fora de casa (2 a 2) e aplicou uma goleada (4 a 1) na volta para se classificar à semifinal. Os jaraguaenses obtiveram sua revanche contra Carlos Barbosa — após a derrota na final da edição anterior — e chegaram à sexta decisão consecutiva com dois triunfos: 2 a 1 na ida e 3 a 1 na volta. O oponente da final foi a Copagril, de Marechal Cândido Rondon. Com o empate em 2 a 2 na ida, Jaraguá aproveitou o mando de quadra na segunda partida e venceu por 2 a 0 para erguer o quarto troféu diante de uma Arena Jaraguá completamente lotada.
Os semifinalistas Corinthians e Carlos Barbosa encerraram a competição como terceiro e quarto colocados, respectivamente. Falcão marcou 39 gols e foi mais uma vez o artilheiro de uma edição de Liga Nacional.

## Fórmula de disputa
O regulamento dividiu o campeonato em três fases principais.

### Primeira fase
Os 21 participantes jogam entre si em turno único. Os 12 melhores colocados avançam para a etapa seguinte. Em casos de empates de pontuação, os critérios para desempate são, em ordem: maior número de vitórias, saldo de gols, mais gols marcados, menos gols sofridos, menor número de cartões vermelhos, menor número de cartões amarelos e, por fim, sorteio.

### Segunda fase
As 12 equipes classificadas da primeira fase são distribuídas entre os grupos A (1º, 4º, 6º, 8º, 10º e 12º colocados) e B (2º, 3º, 5º, 7º, 9º e 11º), onde os participantes de mesmo grupo confrontam-se em turno e returno. Classificam-se para as quartas de final os quatro melhores de cada grupo. Em casos de empate de pontuação, são considerados os critérios de desempate mencionados.

### Fase final
As oito equipes classificadas se enfrentam com ida e volta. Se houver uma vitória e um empate, a equipe com vantagem avança. Em caso de empates ou vitórias alternadas, realiza-se prorrogação (10 minutos) e, se ainda não houver vencedor, aplica-se a disputa de tiros livres diretos da marca penal. A semifinal segue a mesma fórmula.
A final é disputada entre os vencedores das semifinais. A equipe de melhor campanha nas fases anteriores possui mando de quadra no segundo jogo. Em caso de empate ao final do tempo regulamentar, há prorrogação de 10 minutos (sem intervalo, somente com a inversão de quadra aos 5 minutos). Persistindo a igualdade, ambos os finalistas disputam tiros livres diretos a partir da marca penal, seguindo a regra oficial do futebol de salão.

## Participantes
| Equipe         | Parceria(s) | Cidade                  | Estado | Em 2009          | Títulos (último) |
| -------------- | ----------- | ----------------------- | ------ | ---------------- | ---------------- |
| Anápolis       | Super Bolla | Anápolis                | GO     | (não participou) | 0 (não possui)   |
| Assoeva        | UNISC       | Venâncio Aires          | RS     | (não participou) | 0 (não possui)   |
| Atlântico      | (nenhuma)   | Erechim                 | RS     | 6.º              | 0 (não possui)   |
| Carlos Barbosa | (nenhuma)   | Carlos Barbosa          | RS     | 1.º              | 4 (2009)         |
| Cascavel       | Muffatão    | Cascavel                | PR     | 13.º             | 0 (não possui)   |
| Copagril       | Dalponte    | Marechal Cândido Rondon | PR     | 7.º              | 0 (não possui)   |
| Corinthians    | São Caetano | São Paulo               | SP     | 14.º             | 0 (não possui)   |
| Farroupilha    | Cortiana    | Farroupilha             | RS     | 9.º              | 0 (não possui)   |
| Florianópolis  | (nenhuma)   | Florianópolis           | SC     | 3.º              | 0 (não possui)   |
| Foz            | Penalty     | Foz do Iguaçu           | PR     | (não participou) | 0 (não possui)   |
| Garça          | RCG         | Garça                   | SP     | 10.º             | 0 (não possui)   |
| Intelli        | (nenhuma)   | Orlândia                | SP     | 11.º             | 0 (não possui)   |
| Jaraguá        | Malwee      | Jaraguá do Sul          | SC     | 2.º              | 3 (2008)         |
| Joinville      | Krona       | Joinville               | SC     | 5.º              | 0 (não possui)   |
| Macaé          | (nenhuma)   | Macaé                   | RJ     | (não participou) | 0 (não possui)   |
| Minas          | V&M         | Belo Horizonte          | MG     | 8.º              | 0 (não possui)   |
| Petrópolis     | Poker       | Petrópolis              | RJ     | 12.º             | 0 (não possui)   |
| Praia          | (nenhuma)   | Uberlândia              | MG     | 15.º             | 0 (não possui)   |
| São Paulo      | Marília     | São Paulo               | SP     | 17.º             | 0 (não possui)   |
| Umuarama       | Zaeli       | Umuarama                | PR     | 4.º              | 0 (não possui)   |
| Unisul         | Seguridade  | Tubarão                 | SC     | 16.º             | 0 (não possui)   |

## Primeira fase
| Pos | Equipe         | Pts | J  | V  | E | D  | GP | GC | SG  |    |   | Classificação                     |
| --- | -------------- | --- | -- | -- | - | -- | -- | -- | --- | -- | - | --------------------------------- |
| 1   | Joinville      | 46  | 20 | 14 | 4 | 2  | 54 | 32 | +22 | 32 | 2 | Classificados para a segunda fase |
| 2   | Corinthians    | 42  | 20 | 13 | 3 | 4  | 58 | 42 | +16 | 25 | 2 | Classificados para a segunda fase |
| 3   | Jaraguá        | 39  | 20 | 11 | 6 | 3  | 84 | 51 | +33 | 30 | 2 | Classificados para a segunda fase |
| 4   | Carlos Barbosa | 38  | 20 | 11 | 5 | 4  | 60 | 35 | +25 | 41 | 2 | Classificados para a segunda fase |
| 5   | Intelli        | 37  | 20 | 12 | 1 | 7  | 60 | 43 | +17 | 38 | 6 | Classificados para a segunda fase |
| 6   | Copagril       | 34  | 20 | 10 | 4 | 6  | 46 | 35 | +11 | 33 | 6 | Classificados para a segunda fase |
| 7   | Umuarama       | 34  | 20 | 9  | 7 | 4  | 56 | 52 | +4  | 31 | 5 | Classificados para a segunda fase |
| 8   | Florianópolis  | 32  | 20 | 10 | 2 | 8  | 61 | 53 | +8  | 22 | 3 | Classificados para a segunda fase |
| 9   | Foz            | 30  | 20 | 8  | 6 | 6  | 46 | 39 | +7  | 40 | 6 | Classificados para a segunda fase |
| 10  | Minas          | 29  | 20 | 8  | 5 | 7  | 59 | 53 | +6  | 37 | 7 | Classificados para a segunda fase |
| 11  | Petrópolis     | 28  | 20 | 7  | 7 | 6  | 61 | 49 | +12 | 30 | 2 | Classificados para a segunda fase |
| 12  | Atlântico      | 26  | 20 | 7  | 5 | 8  | 53 | 71 | -18 | 36 | 4 | Classificados para a segunda fase |
| 13  | Macaé          | 25  | 20 | 8  | 1 | 11 | 59 | 55 | +4  | 28 | 2 | Eliminados na primeira fase       |
| 14  | Assoeva        | 25  | 20 | 7  | 4 | 9  | 45 | 55 | -10 | 36 | 3 | Eliminados na primeira fase       |
| 15  | Cascavel       | 22  | 20 | 6  | 4 | 10 | 57 | 64 | -7  | 33 | 2 | Eliminados na primeira fase       |
| 16  | Praia          | 21  | 20 | 6  | 3 | 11 | 45 | 70 | -25 | 29 | 3 | Eliminados na primeira fase       |
| 17  | Garça          | 20  | 20 | 5  | 5 | 10 | 50 | 61 | -11 | 29 | 4 | Eliminados na primeira fase       |
| 18  | Farroupilha    | 17  | 20 | 4  | 5 | 11 | 41 | 61 | -20 | 41 | 3 | Eliminados na primeira fase       |
| 19  | Anápolis       | 14  | 20 | 4  | 2 | 14 | 44 | 73 | -29 | 29 | 0 | Eliminados na primeira fase       |
| 20  | São Paulo      | 14  | 20 | 3  | 5 | 12 | 39 | 61 | -22 | 43 | 1 | Eliminados na primeira fase       |
| 21  | Unisul         | 13  | 20 | 3  | 4 | 13 | 57 | 80 | -23 | 37 | 2 | Eliminados na primeira fase       |

### Resultados
Na horizontal, os resultados como mandante. Na vertical, os resultados como visitante.
|                | ANA | ASS | ATL | CBA | CAS | COP | COR | FAR  | FLO | FOZ | GAR | INT | JAR | JOI | MAC | MIN | PET | PRA | SAO | UMU | UNI |
| -------------- | --- | --- | --- | --- | --- | --- | --- | ---- | --- | --- | --- | --- | --- | --- | --- | --- | --- | --- | --- | --- | --- |
| Anápolis       | —   |     | 5-5 | 1-7 | 3-3 | 0-1 | 2-3 |      |     |     | 2-1 | 2-7 | 2-8 |     |     |     |     |     | 3-0 |     | 3-4 |
| Assoeva        | 2-1 | —   | 6-1 | 2-5 | 3-3 | 3-1 | 2-0 |      |     |     | 1-1 |     |     |     |     | 3-2 | 0-0 |     |     |     | 4-2 |
| Atlântico      |     |     | —   |     |     |     | 4-3 |      | 5-2 | 2-2 |     | 2-5 | 4-6 | 1-4 | 3-1 |     |     | 3-2 | 5-4 | 1-1 |     |
| Carlos Barbosa |     |     | 0-0 | —   |     |     | 2-4 | 4-3  | 5-2 | 0-0 | 4-1 |     | 1-1 |     |     | 3-0 |     |     | 7-3 |     | 3-1 |
| Cascavel       |     |     | 2-4 | 3-7 | —   |     | 0-1 |      | 4-1 |     | 4-2 | 4-3 | 6-3 | 2-3 | 3-2 |     |     |     | 3-3 |     |     |
| Copagril       |     |     | 4-0 | 0-1 | 1-0 | —   |     | 4-1  | 0-3 |     | 2-1 |     | 2-3 |     |     | 3-3 | 4-3 |     |     | 1-2 |     |
| Corinthians    |     |     |     |     |     | 2-2 | —   | 3-2  | 3-2 | 3-2 |     |     | 2-2 | 2-3 | 5-3 |     |     | 5-0 | 3-1 | 3-1 |     |
| Farroupilha    | 6-4 | 1-3 | 5-5 |     | 2-1 |     |     | —    |     |     |     | 2-3 |     | 3-1 | 2-2 | 4-4 | 3-2 |     |     | 2-2 |     |
| Florianópolis  | 4-2 | 5-1 |     |     |     |     |     | 5-1  | —   | 2-1 |     |     |     |     | 2-5 | 6-2 | 3-3 | 4-1 |     | 6-2 | 6-4 |
| Foz            | 4-3 | 4-2 |     |     | 5-2 | 2-2 |     | 1-0  |     | —   | 3-3 |     |     |     |     | 1-3 | 2-2 | 4-0 |     |     | 4-2 |
| Garça          |     |     | 1-2 |     |     |     | 2-4 | 2-0  | 3-4 |     | —   |     | 4-4 | 2-4 | 5-4 | 4-2 |     | 3-3 |     | 4-2 |     |
| Intelli        |     | 7-1 |     | 3-1 |     | 0-2 | 4-2 |      | 3-2 | 2-1 | 4-2 | —   | 4-2 |     |     |     |     |     | 2-1 |     | 6-4 |
| Jaraguá        |     | 3-2 |     |     |     |     |     | 11-2 | 4-0 | 3-3 |     |     | —   |     | 6-3 | 5-2 | 2-2 | 6-2 |     | 2-2 | 7-2 |
| Joinville      | 1-2 | 3-2 |     | 0-0 |     | 1-0 |     |      | 2-0 | 4-3 |     | 1-0 | 6-4 | —   |     |     |     | 6-0 | 2-0 |     |     |
| Macaé          | 6-3 | 4-1 |     | 2-3 |     | 3-4 |     |      |     | 0-1 |     | 2-1 |     | 3-4 | —   |     |     |     | 2-0 | 6-4 | 4-2 |
| Minas          | 2-0 |     | 5-3 |     | 2-3 |     | 4-5 |      |     |     |     | 5-2 |     | 3-3 | 3-1 | —   | 6-2 | 3-1 |     | 2-2 |     |
| Petrópolis     | 5-2 |     | 7-1 | 4-4 | 5-3 |     | 2-3 |      |     |     | 3-4 | 3-1 |     | 2-2 | 2-1 |     | —   |     | 7-1 |     |     |
| Praia          | 1-3 | 6-2 |     | 3-2 | 5-3 | 4-4 |     | 2-1  |     |     |     | 2-1 |     |     | 1-5 |     | 3-2 | —   |     |     | 2-2 |
| São Paulo      |     | 3-3 |     |     |     | 2-3 |     | 1-0  | 2-2 | 0-1 | 3-3 |     | 0-2 |     |     | 1-1 |     | 6-3 | —   |     | 5-4 |
| Umuarama       | 3-1 | 3-2 |     | 2-1 | 5-4 |     |     |      |     | 4-2 |     | 2-2 |     | 1-1 |     |     | 1-1 | 5-4 | 5-3 | —   |     |
| Unisul         |     |     | 6-2 |     | 4-4 | 1-6 | 2-2 | 1-1  |     |     | 6-2 |     |     | 2-3 |     | 1-5 | 3-4 |     |     | 4-7 | —   |

## Segunda fase

### Grupo A
| Pos | Equipe         | Pts | J  | V | E | D | GP | GC | SG  |    |   | Classificação                   |
| --- | -------------- | --- | -- | - | - | - | -- | -- | --- | -- | - | ------------------------------- |
| 1   | Carlos Barbosa | 19  | 10 | 6 | 1 | 3 | 33 | 29 | +4  | 12 | 1 | Classificados para a fase final |
| 2   | Copagril       | 17  | 10 | 5 | 2 | 3 | 24 | 21 | +3  | 15 | 0 | Classificados para a fase final |
| 3   | Joinville      | 15  | 10 | 4 | 3 | 3 | 27 | 21 | +6  | 15 | 3 | Classificados para a fase final |
| 4   | Atlântico      | 14  | 10 | 4 | 2 | 4 | 29 | 27 | +2  | 22 | 1 | Classificados para a fase final |
| 5   | Minas          | 12  | 10 | 3 | 3 | 4 | 37 | 40 | -3  | 18 | 3 | Eliminados na segunda fase      |
| 6   | Florianópolis  | 6   | 10 | 1 | 3 | 6 | 21 | 33 | -12 | 19 | 5 | Eliminados na segunda fase      |

#### Resultados
Na horizontal, os resultados como mandante. Na vertical, os resultados como visitante.
|                | ATL | CBA | COP | FLO | JOI | MIN |
| -------------- | --- | --- | --- | --- | --- | --- |
| Atlântico      | —   | 4-3 | 2-3 | 2-0 | 2-2 | 5-0 |
| Carlos Barbosa | 4-3 | —   | 3-1 | 3-1 | 0-4 | 4-2 |
| Copagril       | 5-2 | 3-3 | —   | 3-1 | 1-0 | 2-3 |
| Florianópolis  | 2-2 | 1-5 | 2-2 | —   | 3-2 | 4-4 |
| Joinville      | 1-3 | 3-0 | 3-1 | 5-4 | —   | 5-5 |
| Minas          | 7-4 | 7-8 | 2-3 | 5-3 | 2-2 | —   |

### Grupo B
| Pos | Equipe      | Pts | J  | V | E | D | GP | GC | SG  |    |   | Classificação                   |
| --- | ----------- | --- | -- | - | - | - | -- | -- | --- | -- | - | ------------------------------- |
| 1   | Corinthians | 26  | 10 | 8 | 2 | 0 | 38 | 14 | +24 | 11 | 1 | Classificados para a fase final |
| 2   | Jaraguá     | 21  | 10 | 7 | 0 | 3 | 31 | 28 | +3  | 13 | 1 | Classificados para a fase final |
| 3   | Intelli     | 15  | 10 | 5 | 0 | 5 | 32 | 29 | +3  | 14 | 0 | Classificados para a fase final |
| 4   | Petrópolis  | 12  | 10 | 3 | 3 | 4 | 31 | 30 | +1  | 17 | 1 | Classificados para a fase final |
| 5   | Umuarama    | 9   | 10 | 3 | 0 | 7 | 31 | 40 | -9  | 13 | 0 | Eliminados na segunda fase      |
| 6   | Foz         | 4   | 10 | 1 | 1 | 8 | 18 | 40 | -22 | 17 | 3 | Eliminados na segunda fase      |

#### Resultados
Na horizontal, os resultados como mandante. Na vertical, os resultados como visitante.
|             | COR | FOZ | INT | JAR | PET | UMU |
| ----------- | --- | --- | --- | --- | --- | --- |
| Corinthians | —   | 6-0 | 5-1 | 4-1 | 1-1 | 5-0 |
| Foz         | 1-2 | —   | 0-6 | 1-3 | 3-3 | 5-2 |
| Intelli     | 1-4 | 4-0 | —   | 7-2 | 4-3 | 5-2 |
| Jaraguá     | 3-4 | 4-3 | 3-2 | —   | 2-0 | 4-2 |
| Petrópolis  | 3-3 | 5-2 | 4-0 | 3-6 | —   | 4-2 |
| Umuarama    | 3-4 | 5-3 | 6-2 | 2-3 | 7-5 | —   |

## Fase final
|  | Quartas de final | Quartas de final | Quartas de final |   |                | Semifinais | Semifinais | Semifinais |  |         | Final | Final | Final |
|  |                  |                  |                  |   |                |            |            |            |  |         |       |       |       |
|  | Carlos Barbosa   | 2                | 6                |   |                |            |            |            |  |         |       |       |       |
|  | Petrópolis       | 2                | 3                |   |                |            |            |            |  |         |       |       |       |
|  | Petrópolis       | 2                | 3                |   | Carlos Barbosa | 1          | 1          |            |  |         |       |       |       |
|  |                  |                  |                  |   | Carlos Barbosa | 1          | 1          |            |  |         |       |       |       |
|  |                  | Jaraguá          | 2                | 3 |                |            |            |            |  |         |       |       |       |
|  | Jaraguá          | Jaraguá          | 2                | 3 | 2              | 4          |            |            |  |         |       |       |       |
|  | Jaraguá          |                  |                  |   | 2              | 4          |            |            |  |         |       |       |       |
|  | Joinville        | 2                | 1                |   |                |            |            |            |  |         |       |       |       |
|  | Joinville        | 2                | 1                |   |                |            |            |            |  | Jaraguá | 2     | 2     |       |
|  |                  |                  |                  |   |                |            |            |            |  | Jaraguá | 2     | 2     |       |
|  |                  | Copagril         | 2                | 0 |                |            |            |            |  |         |       |       |       |
|  | Corinthians      | Copagril         | 2                | 0 | 1              | 5          |            |            |  |         |       |       |       |
|  | Corinthians      |                  |                  |   | 1              | 5          |            |            |  |         |       |       |       |
|  | Atlântico        | 1                | 3                |   |                |            |            |            |  |         |       |       |       |
|  | Atlântico        | 1                | 3                |   | Corinthians    | 0          | 1          |            |  |         |       |       |       |
|  |                  |                  |                  |   | Corinthians    | 0          | 1          |            |  |         |       |       |       |
|  |                  | Copagril         | 2                | 1 |                |            |            |            |  |         |       |       |       |
|  | Intelli          | Copagril         | 2                | 1 | 2              | 3 (0)      |            |            |  |         |       |       |       |
|  | Intelli          |                  |                  |   | 2              | 3 (0)      |            |            |  |         |       |       |       |
|  | Copagril         | 0                | 4 (3)            |   |                |            |            |            |  |         |       |       |       |
|  | Copagril         | 0                | 4 (3)            |   |                |            |            |            |  |         |       |       |       |

## Premiação
| Liga Futsal de 2010          |
| ---------------------------- |
|                              |
| Jaraguá Campeão (4.º título) |

### Seleção do campeonato
| Pos.    | Vencedor          | Equipe   |
| ------- | ----------------- | -------- |
| Goleiro | Léo Oliveira      | Copagril |
| Fixo    | Renan Pontes      | Copagril |
| Alas    | Gadeia            | Copagril |
| Alas    | Falcão            | Jaraguá  |
| Pivô    | Lenísio           | Jaraguá  |
| Técnico | Marquinhos Xavier | Copagril |

### Prêmios individuais
| Prêmio         | Vencedor         | Equipe   |
| -------------- | ---------------- | -------- |
| Melhor jogador | Falcão           | Jaraguá  |
| Revelação      | Gadeia           | Copagril |
| Artilheiro     | Falcão (39 gols) | Jaraguá  |

## Classificação geral
| Pos | Equipe         | Pts | J  | V  | E  | D  | GP  | GC  | SG  | %  | Classificação                   |
| --- | -------------- | --- | -- | -- | -- | -- | --- | --- | --- | -- | ------------------------------- |
| 1   | Jaraguá        | 74  | 36 | 22 | 8  | 6  | 130 | 86  | +44 | 69 | Campeão                         |
| 2   | Copagril       | 59  | 36 | 17 | 8  | 11 | 82  | 66  | +16 | 55 | Vice-campeão                    |
| 3   | Corinthians    | 73  | 34 | 22 | 7  | 5  | 103 | 63  | +40 | 72 | Eliminados nas semifinais       |
| 4   | Carlos Barbosa | 61  | 34 | 18 | 7  | 9  | 103 | 74  | +29 | 60 | Eliminados nas semifinais       |
| 5   | Joinville      | 62  | 32 | 18 | 8  | 6  | 84  | 59  | +25 | 65 | Eliminados nas quartas de final |
| 6   | Intelli        | 55  | 32 | 18 | 1  | 13 | 97  | 79  | +18 | 58 | Eliminados nas quartas de final |
| 7   | Atlântico      | 41  | 32 | 11 | 8  | 13 | 86  | 104 | -18 | 43 | Eliminados nas quartas de final |
| 8   | Petrópolis     | 41  | 32 | 10 | 11 | 11 | 97  | 87  | +10 | 43 | Eliminados nas quartas de final |
| 9   | Umuarama       | 43  | 30 | 12 | 7  | 11 | 87  | 92  | -5  | 48 | Eliminados na segunda fase      |
| 10  | Minas          | 41  | 30 | 11 | 8  | 11 | 96  | 93  | +3  | 46 | Eliminados na segunda fase      |
| 11  | Florianópolis  | 38  | 30 | 11 | 5  | 14 | 82  | 86  | -4  | 43 | Eliminados na segunda fase      |
| 12  | Foz            | 34  | 30 | 9  | 7  | 14 | 64  | 79  | -15 | 38 | Eliminados na segunda fase      |
| 13  | Macaé          | 25  | 20 | 8  | 1  | 11 | 59  | 55  | +4  | 42 | Eliminados na primeira fase     |
| 14  | Assoeva        | 25  | 20 | 7  | 4  | 9  | 45  | 55  | -10 | 42 | Eliminados na primeira fase     |
| 15  | Cascavel       | 22  | 20 | 6  | 4  | 10 | 57  | 64  | -7  | 37 | Eliminados na primeira fase     |
| 16  | Praia          | 21  | 20 | 6  | 3  | 11 | 45  | 70  | -25 | 35 | Eliminados na primeira fase     |
| 17  | Garça          | 20  | 20 | 5  | 5  | 10 | 50  | 61  | -11 | 34 | Eliminados na primeira fase     |
| 18  | Farroupilha    | 17  | 20 | 4  | 5  | 11 | 41  | 61  | -20 | 29 | Eliminados na primeira fase     |
| 19  | Anápolis       | 14  | 20 | 4  | 2  | 14 | 44  | 73  | -29 | 24 | Eliminados na primeira fase     |
| 20  | São Paulo      | 14  | 20 | 3  | 5  | 12 | 39  | 61  | -22 | 24 | Eliminados na primeira fase     |
| 21  | Unisul         | 13  | 20 | 3  | 4  | 13 | 57  | 80  | -23 | 22 | Eliminados na primeira fase     |